# Struthio camelus
Lo struzzo comune (Struthio camelus Linnaeus, 1758) o struzzo è una grande specie di uccello, incapace di volare, originario delle vaste savane dell'Africa. È una delle due specie esistenti di struzzo, le uniche specie viventi del genere Struthio, all'interno del gruppo degli uccelli ratiti. L'altra è lo struzzo somalo (Struthio molybdophanes), che è stata riconosciuta come una specie distinta dal BirdLife International nel 2014, in precedenza considerata una sottospecie dello struzzo comune.
Lo struzzo comune appartiene all'ordine Struthioniformes. Struthioniformes, originariamente, conteneva tutti i ratiti, come i kiwi, emù, nandù e casuari. Tuttavia, recenti analisi genetiche hanno dimostrato che il gruppo non è monofiletico, in quanto è parafiletico rispetto ai tinamu, pertanto ora gli struzzi sono gli unici membri dell'ordine. Studi filogenetici hanno dimostrato che Struthioniformes è il gruppo gemello di tutti gli altri membri di Paleognathae, mentre i tinamu sono il gruppo gemello degli estinti moa. Gli struzzi comuni si distinguono dagli altri ratiti per il loro aspetto caratteristico, con colli e zampe più lunghe, ed il caratteristico piumaggio nero e bianco. Sono inoltre gli uccelli terrestri più veloci, potendo raggiungere una velocità di 55 km/h (34 mph) con scatti brevi che possono arrivare fino a circa 70 km/h (43 mph), la massima velocità terrestre di qualsiasi uccello. Lo struzzo comune è, inoltre, la più grande specie vivente di uccello, deponendo, di conseguenza, le uova più grandi di qualsiasi altro uccello vivente (solo gli estinti uccelli elefanti del Madagascar e i moa della Nuova Zelanda deponevano uova più grandi).
La dieta dello struzzo comune consiste principalmente di bassa vegetazione, invertebrati, e piccoli vertebrati. Vive in gruppi nomadi che possono variare da 5 a 50 uccelli. Se minacciato, lo struzzo tenta di nascondersi appiattendosi a terra o tenterà la fuga. Tuttavia, se messo alle strette, lo struzzo può sferrare potenti calci. I modelli di accoppiamento differiscono per regione geografica, ma in genere i maschi combattono per un harem di 2-7 femmine.
Lo struzzo comune è allevato in tutto il mondo, in particolare per le sue piume, per scopi decorativi e nella produzione di spolverini piumati, mentre la sua pelle viene impiegata nella produzione di cuoio destinato al settore della pelletteria di alto livello (produzione di scarpe e borse). È inoltre allevato per il commercio alimentare delle sue uova e della sua carne, che viene pubblicizzata per la sua magrezza. L'allevamento ha consentito a questo uccello di espandere il suo areale. Originario di Africa sub-sahariana, Sahel, Corno d'Africa, Somalia, Kenya, Tanzania ed Africa meridionale, tramite l'allevamento è stato introdotto anche in Europa, America ed Australia.

## Aspetto fisico
Il nome scientifico dello struzzo (Struthio camelus) contiene un accostamento che era già stato fatto dagli antichi, quello fra l'uccello ed il cammello, nel quale si specchia una delle caratteristiche fondamentali della specie: anche lo struzzo, infatti, è un vero e proprio prodotto del deserto e delle steppe e possiede una struttura e delle proprietà esattamente rispondenti alle esigenze poste dall'ambiente entro il quale si trova a vivere.

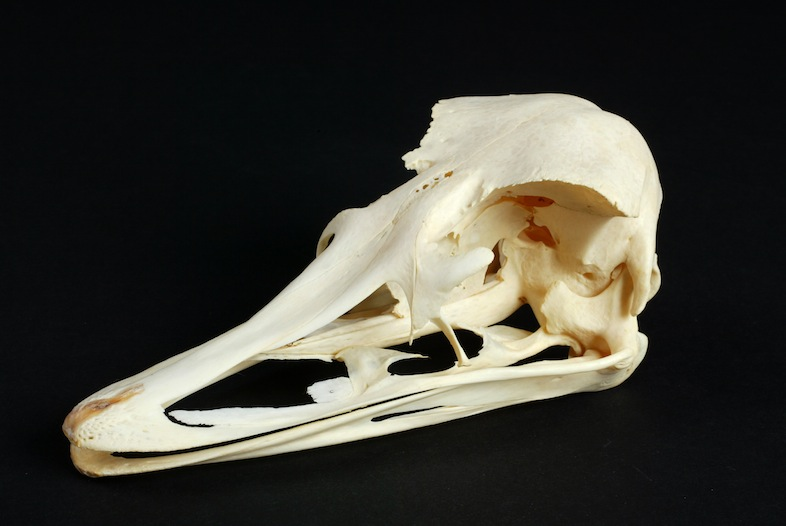
Un cranio di struzzo (S.camelus)

Ha un corpo molto robusto, il collo lungo e in gran parte nudo, la testa piccola e piatta, il becco dritto, ottuso, poco arrotondato nella parte anteriore e piatto in punta; le mascelle sono pieghevoli e si spalancano in uno squarcio che giunge fin sotto l'occhio, ed all'incirca alla metà di quella superiore si aprono le narici, divaricate e piuttosto lunghe. Gli occhi sono lunghi e lucenti, con la palpebra superiore provvista di ciglia, le orecchie sono nude, aperte, rivestite internamente di produzioni filiformi, le zampe alte e robuste, del tutto nude, a parte alcune setole che spuntano sulle cosce. I tarsi sono coperti da larghe squame e le zampe hanno due dita, l'interno fornito di un forte artiglio usato come organo offensivo nelle lotte tra maschi o come difesa nei confronti dei predatori. Il calcio di uno struzzo è estremamente potente e in grado di uccidere grossi predatori come leoni e iene, ed è in grado di sventrare un uomo in pochi secondi, quindi è sconsigliabile farlo arrabbiare. 
Nonostante siano grandi, le ali sono del tutto inutili per il volo. Sono rivestite, invece che delle normali remiganti, di piume lunghe, flosce e pendenti che si ritrovano identiche nell'abbondante coda. Il resto del corpo è coperto da un piumaggio floscio ed arricciato che, nel mezzo del petto, lascia scoperta una callosità di consistenza cornea.
Di grandissima mole, lo struzzo ha un'altezza che varia dai 2,50 ai 3 m, ed una lunghezza, dalla punta del becco alla fine della coda, di almeno 1,80: la sua massa raggiunge i 120-160 kg.
Quanto al colore, in generale esso si differenzia tra i due sessi. Il maschio ha tutte le piume del tronco di color nero-carbone, quelle della coda e dell'ala bianche, il collo rosso-vivo e le cosce carnicine; le femmine sono grigio-brune e bianco-sporche sulle ali e sulla coda e ripetono la colorazione dei compagni negli occhi bruni e nel becco giallo-corneo.
Lo struzzo è il più veloce uccello corridore: può raggiungere una velocità di 70 km/h, tuttavia in condizioni eccezionali si sono rilevati picchi di oltre 100 km/h
Lo struzzo è fornito di soltanto 2 dita che sotto hanno cuscinetti che impediscono al pesante pennuto di affondare nella sabbia

## Biologia
Durante il periodo della riproduzione i branchi di struzzi si sciolgono in famiglie composte di un maschio e di due-quattro femmine, che occupano una zona di territorio piuttosto ampia e non se ne allontanano: condizione necessaria perché esse si stabiliscano entro un'area determinata, più che l'abbondanza di cibo, che riescono sempre a rintracciare, è la vicinanza dell'acqua, elemento essenziale per la loro sussistenza. Se le variazioni climatiche non influiscono troppo sul mondo vegetale, lo struzzo non sente la necessità di compiere grossi spostamenti e si mantiene tranquillo per tutto l'anno entro gli stessi confini.
Tra i suoi sensi, il più sviluppato è certamente quello della vista; udito ed odorato sono buoni, ottusi invece il tatto ed il gusto.

### Alimentazione
Si nutrono principalmente di sostanze vegetali come semi, frutti ed erbe varie. In cattività è buona norma nutrirli con cereali misti, crusca, erba medica e farina di pesce. Tuttavia, se mal nutriti, gli struzzi tendono a beccare ed inghiottire tutto ciò che trovano sul terreno, anche pietrisco, sabbia o pezzi di metallo. Tale comportamento può portare a patologie spesso letali per l'animale come il caso del cosiddetto "impaccamento", altresì definito "stasi del ventriglio", una situazione in cui i muscoli ventricolari atti alla demolizione del cibo cessano di operare o non riescono a sgretolare gli alimenti in modo efficace.

### Riproduzione

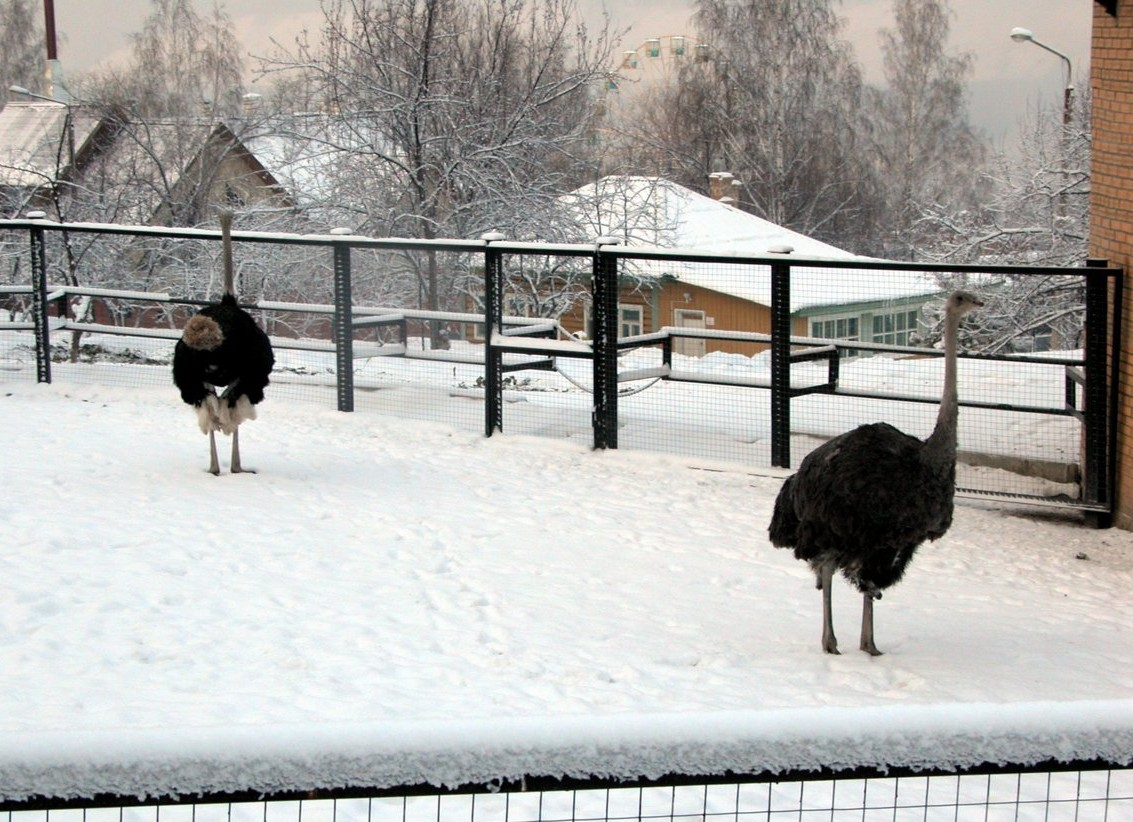
Struzzi nello zoo della città di kranojarsk(siberia), a all'aperto.

Il periodo della riproduzione incomincia più o meno presto a seconda delle regioni, ma, comunque, sempre poco prima della primavera. Per i maschi quest'epoca si annuncia con l'accrescersi dell'eccitazione nel comportamento e con lo spuntare della tendenza a battagliare aspramente per assicurarsi il possesso di alcune femmine; il loro piumaggio appare vivacemente nero, la pelle delle cosce rossa; e dall'ugola escono suoni strani, cupi e rauchi mentre essi assumono atteggiamenti singolari, destinati a colpire l'attenzione delle compagne ed a corteggiarle. Il maschio si accoccola sui tarsi dinanzi alla femmina, muove la testa ed il collo, chiude il becco e, con movimenti quasi convulsi ma volontari di tutto il corpo, gonfia straordinariamente la gola e spinge fuori dai polmoni una gran quantità d'aria.
Molte notizie inesatte si sono conservate lungamente intorno alle abitudini dell'uccello quanto al suo processo di propagazione, probabilmente causate dalla difficoltà che si incontra nello scoprire i nidi, sempre attentamente nascosti, e nel seguire il comportamento del maschio e delle femmine. Sappiamo comunque che questi nidi consistono in una buca rotonda fatta nel terreno, larga quanto basta perché l'uccello covante possa completamente ricoprirla, e circondata da una specie di argine che viene costruito ammonticchiando con i piedi una certa quantità di terra. La femmina depone un buon numero di uova, e poiché le compagne dello stesso maschio provvedono a questa bisogna usufruendo dello stesso nido, se ne possono trovare a volte anche più di venti.
All'incubazione si dedica praticamente solo il maschio: le compagne non lo sostituiscono che eccezionalmente, e sovente le uova, soprattutto durante le ore più calde del giorno, vengono ricoperte di sabbia ed abbandonate perché il loro processo di sviluppo si compia per effetto del calore naturale. I piccini sgusciano dopo circa sei o sette settimane e, appena sono asciutti, vengono condotti fuori del nido in cerca di alimento. Corrono con abilità fin dalla nascita, e sono in grado di cercare con successo il cibo seguendo gli insegnamenti dei genitori; dopo circa quattordici giorni hanno preso una tale confidenza con l'ambiente e sanno destreggiarsi tanto bene da potersi considerare del tutto indipendenti.

## Sistematica

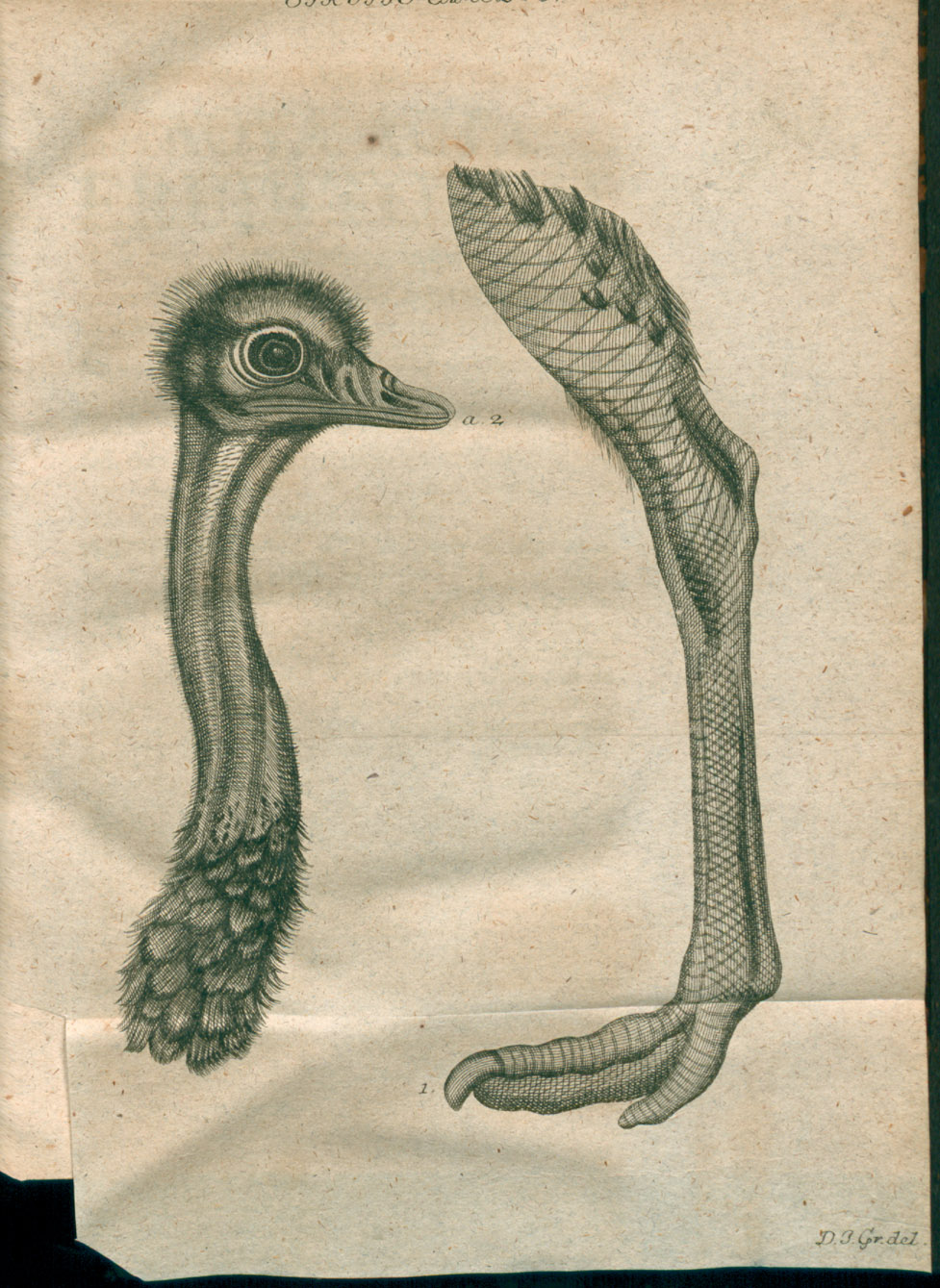
Dettagli da tavola illustrata degli Acta Eruditorum del 1759

La specie è suddivisa in quattro sottospecie:
- Struthio camelus camelus Linnaeus, 1758 - struzzo nordafricano
- Struthio camelus syriacus Rothschild, 1919 † - struzzo arabo
- Struthio camelus massaicus Neumann, 1898 - struzzo masai
- Struthio camelus australis Gurney, 1868 - struzzo australe o sudafricano

Lo struzzo somalo è oggi riconosciuto come specie a sé stante (Struthio molybdophanes).

## Allevamento

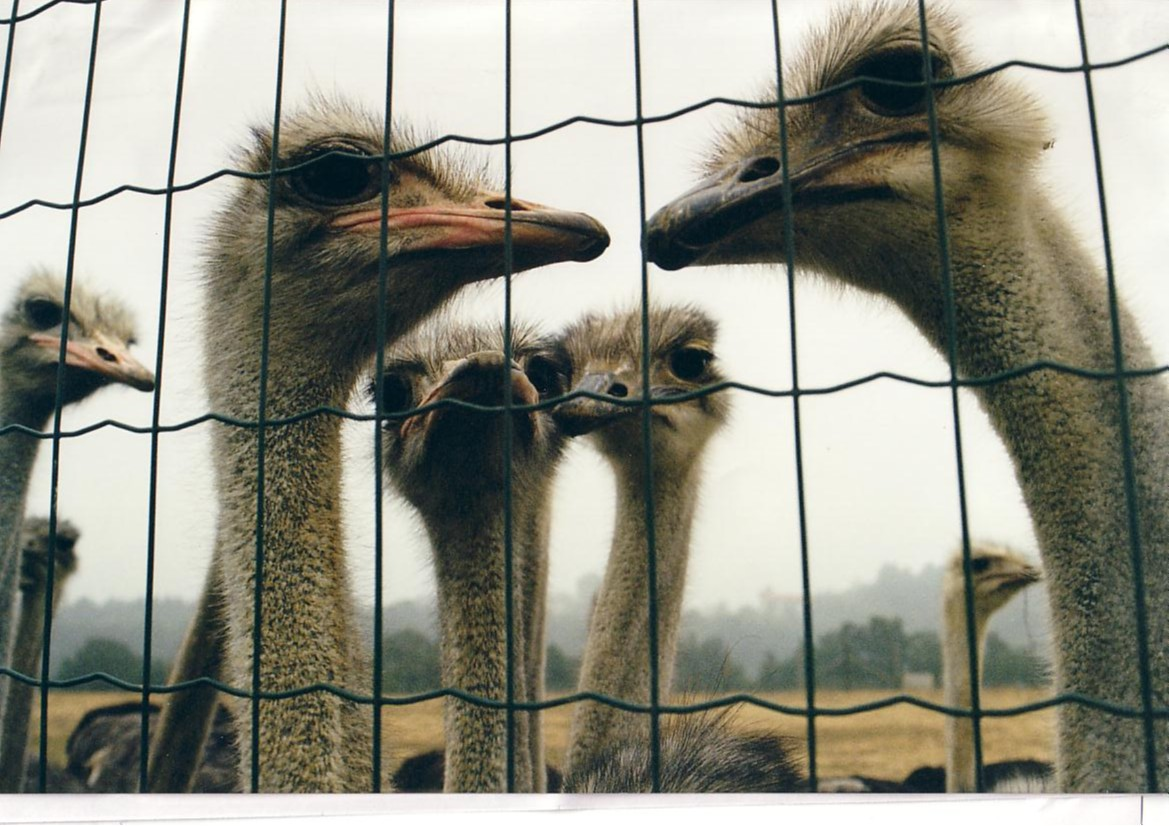
Struzzi d'allevamento rinchiusi in un recinto

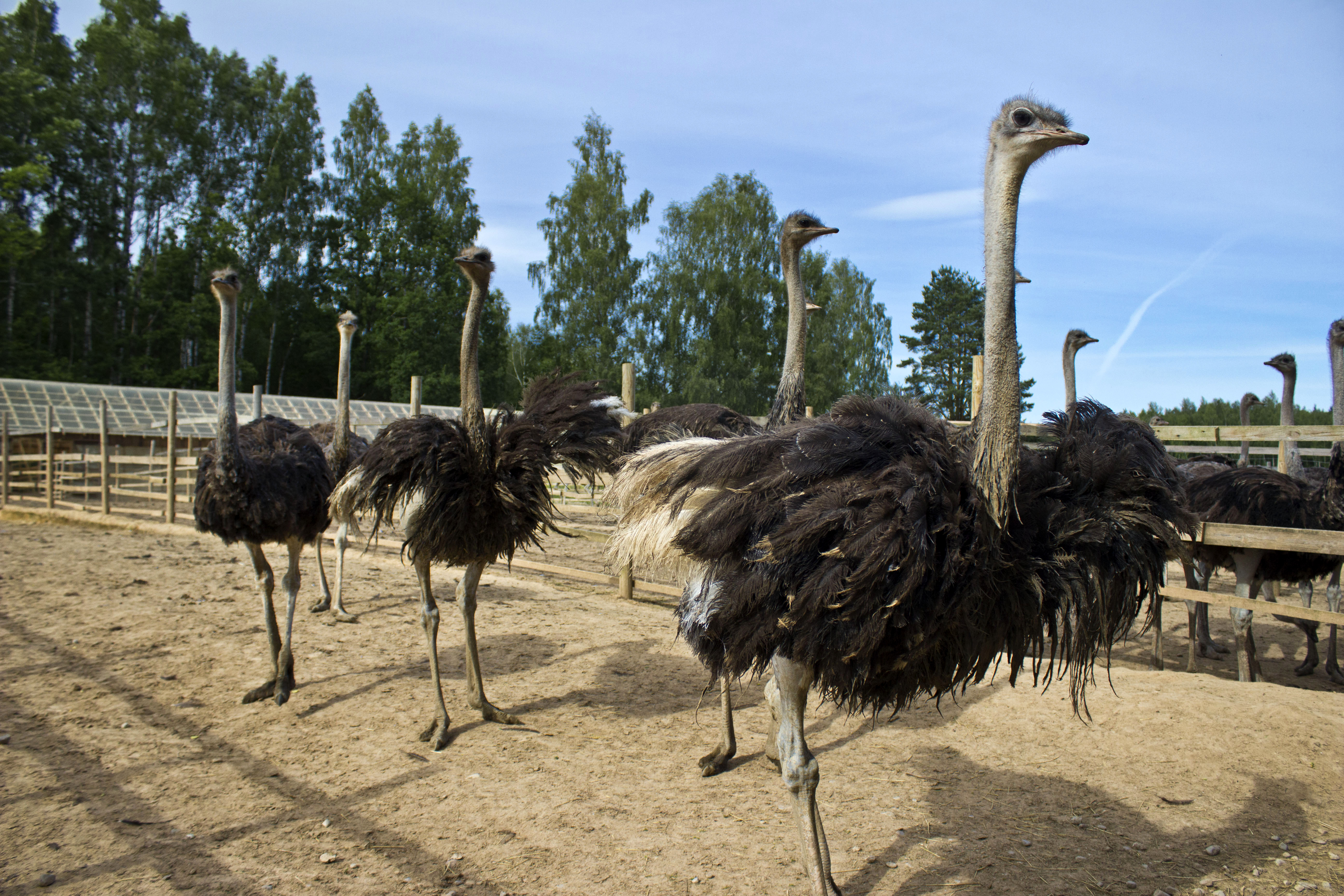
Struzzi in un allevamento a Snēpeles (presso Kuldīga, Lettonia)

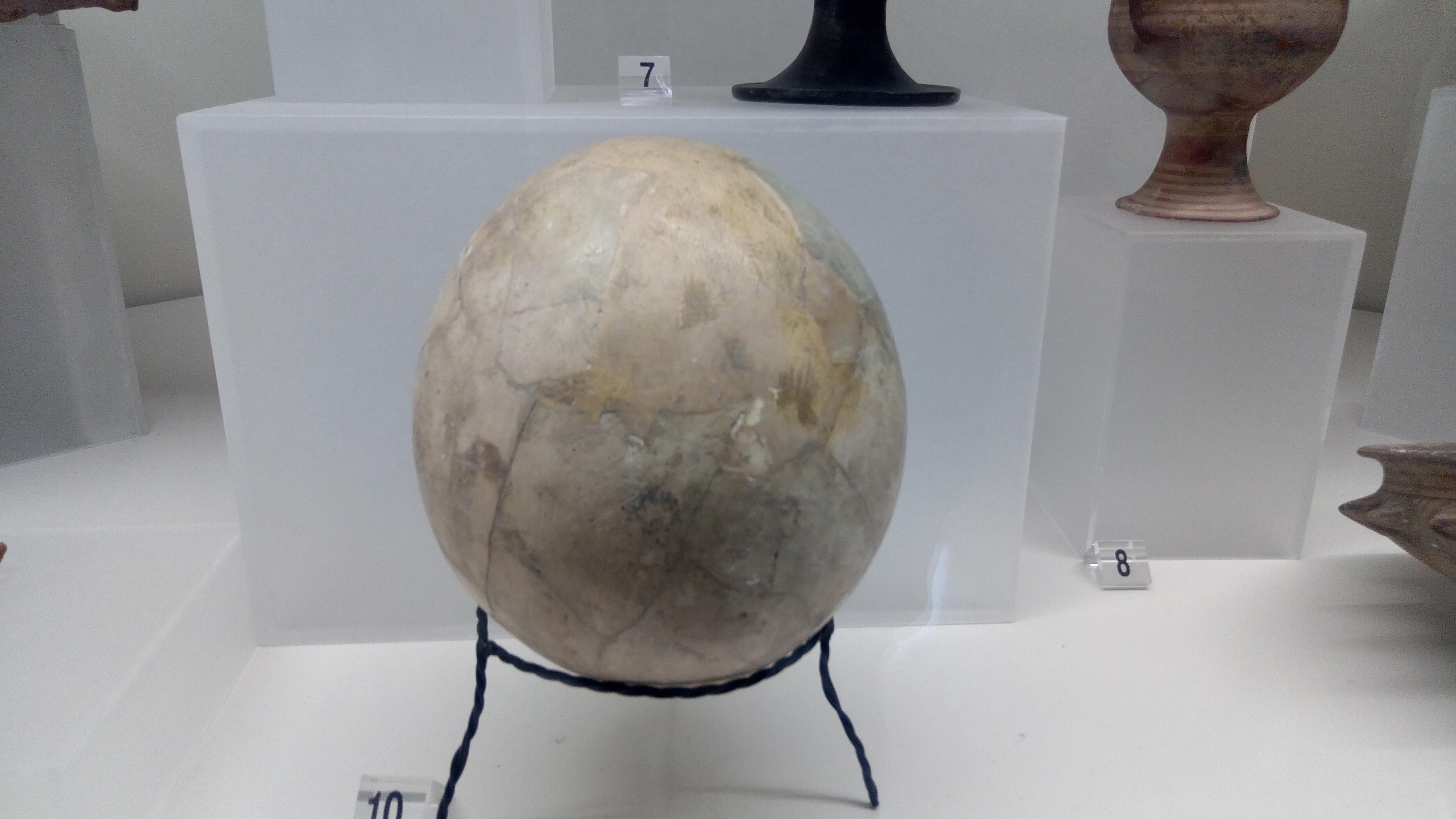
Uovo di struzzo proveniente dalla tomba della Nave di Cerveteri esposto al Museo nazionale etrusco di Villa Giulia a Roma

L'allevamento dello struzzo è un settore della zootecnica avicola noto da molti secoli, ma solo da qualche decennio in espansione.
Fin dal X secolo, gli arabi e gli africani in generale allevavano struzzi a fini commerciali. In particolar modo, le penne pregiate dell'uccello erano abbastanza ricercate tra i nobili. I primi europei ad allevare struzzi furono gli inglesi una volta sbarcati in Sudafrica.
Fino all'inizio del XIX secolo si era creduto che gli struzzi non potessero in alcun modo procedere alla riproduzione in cattività, ma successivi esperimenti, condotti con il rispetto di determinate regole, hanno dimostrato il contrario. È indispensabile che venga loro lasciato un certo margine di libertà, e, naturalmente, occorre che le condizioni climatiche non siano proibitive in rapporto a quelle che sono le naturali esigenze dell'uccello, abituato a vivere nel caldo clima africano. Il primo allevamento di struzzi fu tentato in Algeria, e parve inizialmente non dare risultati perché dapprima le femmine non deponevano uova, e quando poi le deposero, nessuno si prese la briga di farle covare. Collocatane una coppia entro un ampio parco, si incominciò a seguirne i movimenti e le operazioni. All'incirca verso il 15 gennaio 1856 la femmina incominciò a deporre le uova, e in marzo ne iniziava la cova: sopravvennero delle difficoltà naturali, che obbligarono gli allevatori a trasferire la coppia in una zona più sicura e fecero pensare che le normali operazioni della propagazione dovessero considerarsi interrotte, ma fortunatamente il maschio e la femmina, dopo qualche tempo di incertezza, ripresero a covare.
In seguito al successo di questo primo esperimento, molti altri ne furono tentati, e parecchi di essi ebbero successo. In Italia, il primo fu quello compiuto nel giardino zoologico del principe Demidoff in San Donato, presso Firenze. La ragione principale per la quale si dà la caccia allo struzzo è, ed ancor più lo era in passato, da ricercare nella bellezza delle sue penne, che vengono spesso usate dall'uomo per elaborati ornamenti. L'uso di uccidere questi animali è antichissimo: stupisce, anzi, leggere che, nell'epoca romana, i banchetti dei ricchi potessero spesso disporre di così grandi quantità di cervella di struzzo per addolcire il palato dei convitati, dal momento che oggi impadronirsi di qualche esemplare è una impresa che presenta le sue difficoltà.
In cattività, una delle difficoltà più frequenti per l'allevatore è la scelta del cibo per i pulcini. In realtà, non esiste una dieta unica e sicura: i pulcini di struzzo, allo stato di natura, si adattano a cercare cibo nell'ambiente circostante, nutrendosi di erba, semi, vermi, piccoli invertebrati. Una curiosità è la necessità di cercare sostanze nutritive anche tra le feci dei genitori.
Rispetto al pollo, lo struzzo offre una qualità di carne di pezzature meglio lavorabili e peraltro suscettibile di diverse preparazioni (come il prosciutto); e fornisce anche piume, utilizzate per la realizzazione di diverse merceologie compreso il classico piumino da spolvero o il ricercato boa, un tempo in gran voga. La carne di struzzo, inoltre, ha caratteristiche interessanti, se comparata ad altre carni, avendo un basso contenuto calorico e lipidico.
La quantità di uova prodotta da una femmina è troppo esigua per poterne ricavare un profitto commerciale, anche se le uova sono molto pregiate e belle, e la quantità di tuorlo ed albume ingente (e di ottima qualità).
L'uovo di struzzo è l'uovo più grande in assoluto e corrisponde all'incirca a 25 uova di galline.

## Leggenda della testa sotto la sabbia
Ad un osservatore inesperto può sembrare che lo struzzo metta la testa sotto la sabbia, ma in realtà si china con il collo disteso e con il corpo appoggiato a terra cercando di imitare un cespuglio o una grossa roccia e, se il predatore si avvicina troppo, scappa a grandi falcate riuscendo a raggiungere i 70 km/h.